# Campionati del mondo di atletica leggera 2017 - 200 metri piani maschili
La gara dei 200 metri piani maschili dei Campionati del mondo di atletica leggera 2017 si è svolta tra il 7 e il 10 agosto.

## Podio
| Pos.    | Atleta            | Nazionalità       | Tempo |
| ------- | ----------------- | ----------------- | ----- |
| Oro     | Ramil Guliyev     | Turchia           | 20"09 |
| Argento | Wayde van Niekerk | Sudafrica         | 20"11 |
| Bronzo  | Jereem Richards   | Trinidad e Tobago | 20"11 |

## Situazione pre-gara

### Record
Prima di questa competizione, il record del mondo e il record dei campionati erano i seguenti.
| Record                | Prestazione | Atleta              | Data                             | Competizione  |
| --------------------- | ----------- | ------------------- | -------------------------------- | ------------- |
| Record mondiale       | 19"19       | Usain Bolt Giamaica | 20 agosto 2009 Berlino, Germania | Mondiali 2009 |
| Record dei campionati | 19"19       | Usain Bolt Giamaica | 20 agosto 2009 Berlino, Germania | Mondiali 2009 |

### Campioni in carica
I campioni in carica, a livello mondiale e olimpico, erano:
| Campione | Atleta              | Prestazione | Data                                   | Competizione         |
| -------- | ------------------- | ----------- | -------------------------------------- | -------------------- |
| Olimpico | Usain Bolt Giamaica | 19"78       | 18 agosto 2016 Rio de Janeiro, Brasile | Giochi olimpici 2016 |
| Mondiale | Usain Bolt Giamaica | 19"55       | 27 agosto 2015 Pechino, Cina           | Mondiali 2015        |

### La stagione
Prima di questa gara, gli atleti con le migliori tre prestazioni dell'anno erano:
| Pos. | Atleta                        | Prestazione | Data                                            |
| ---- | ----------------------------- | ----------- | ----------------------------------------------- |
| 1    | Isaac Makwala Botswana        | 19"77       | 14 luglio 2017 Madrid, Spagna                   |
| 2    | Wayde van Niekerk Sudafrica   | 19"84       | 10 giugno 2017 Kingston, Giamaica               |
| 3    | Christian Coleman Stati Uniti | 19"85       | 27 maggio 2017 Lexington, Stati Uniti d'America |

## Risultati

### Qualificazioni
I primi tre di ogni batteria (Q) e i quattro tempi migliori degli esclusi (q) si qualificano alle semifinali.
| Pos. | Batteria | Nome                        | Nazionalità       | Tempo | Note                                     |
| ---- | -------- | --------------------------- | ----------------- | ----- | ---------------------------------------- |
| 1    | 2        | Jereem Richards             | Trinidad e Tobago | 20"05 | Q                                        |
| 2    | 7        | Nethaneel Mitchell-Blake    | Gran Bretagna     | 20"08 | Q                                        |
| 3    | 4        | Ramil Guliyev               | Turchia           | 20"16 | Q                                        |
| 4    | 3        | Wayde van Niekerk           | Sudafrica         | 20"16 | Q                                        |
| 5    | 3        | Daniel Talbot               | Gran Bretagna     | 20"16 | Q,                                       |
| 6    | 8        | Isaac Makwala               | Botswana          | 20"20 | q                                        |
| 7    | 6        | Isiah Young                 | Stati Uniti       | 20"19 | Q                                        |
| 8    | 4        | Ameer Webb                  | Stati Uniti       | 20"22 | Q                                        |
| 9    | 6        | Akani Simbine               | Sudafrica         | 20"26 | Q                                        |
| 10   | 5        | Sydney Siame                | Zambia            | 20"29 | Q,                                       |
| 11   | 6        | Likourgos-Stefanos Tsakonas | Grecia            | 20"37 | Q                                        |
| 12   | 1        | Yohan Blake                 | Giamaica          | 20"39 | Q                                        |
| 13   | 4        | Christophe Lemaitre         | Francia           | 20"40 | Q                                        |
| 14   | 2        | Kyree King                  | Stati Uniti       | 20"41 | Q                                        |
| 15   | 6        | Zharnel Hughes              | Gran Bretagna     | 20"43 | q                                        |
| 16   | 5        | Kyle Greaux                 | Trinidad e Tobago | 20"48 | Q                                        |
| 17   | 4        | Hua Wilfried Koffi          | Costa d'Avorio    | 20"49 | q                                        |
| 18   | 2        | Rasheed Dwyer               | Giamaica          | 20"49 | Q                                        |
| 19   | 1        | Abdul Hakim Sani Brown      | Giappone          | 20"52 | Q                                        |
| 20   | 3        | Ján Volko                   | Slovacchia        | 20"52 | Q                                        |
| 21   | 1        | Alex Wilson                 | Svizzera          | 20"54 | Q                                        |
| 22   | 4        | David Lima                  | Portogallo        | 20"54 | q                                        |
| 23   | 1        | Serhiy Smelyk               | Ucraina           | 20"58 |                                          |
| 24   | 7        | Shōta Iizuka                | Giappone          | 20"58 | Q                                        |
| 25   | 5        | Filippo Tortu               | Italia            | 20"59 | Q                                        |
| 26   | 2        | Jonathan Quarcoo            | Norvegia          | 20"60 |                                          |
| 27   | 5        | Warren Weir                 | Giamaica          | 20"60 |                                          |
| 28   | 7        | Winston George              | Guyana            | 20"61 | Q                                        |
| 29   | 3        | Alonso Edward               | Panama            | 20"61 | Miglior prestazione personale stagionale |
| 30   | 6        | Ahmed Ali                   | Sudan             | 20"64 |                                          |
| 31   | 2        | Jeffrey John                | Francia           | 20"66 |                                          |
| 32   | 3        | Sibusiso Matsenjwa          | eSwatini          | 20"67 |                                          |
| 33   | 2        | Mark Otieno Odhiambo        | Kenya             | 20"74 |                                          |
| 34   | 1        | Teray Smith                 | Bahamas           | 20"77 |                                          |
| 35   | 5        | Adama Jammeh                | Gambia            | 20"79 |                                          |
| 36   | 5        | Jeremy Dodson               | Samoa             | 20"81 |                                          |
| 37   | 3        | Aldemir da Silva Junior     | Brasile           | 20"82 |                                          |
| 38   | 4        | Salem Eid Yaqoob            | Bahrein           | 20"84 |                                          |
| 39   | 1        | Bernardo Baloyes            | Colombia          | 20"86 |                                          |
| 40   | 6        | Joseph Millar               | Nuova Zelanda     | 20"97 |                                          |
| 41   | 3        | Burkheart Ellis, Jr.        | Barbados          | 20"99 |                                          |
| 42   | 6        | Fabrice Dabla               | Togo              | 21"40 |                                          |
| 43   | 1        | Mohamed Obaid Al-Saadi      | Oman              | 21"50 |                                          |
| 44   | 2        | Ifeanyi Otuonye             | Turks e Caicos    | 21"91 |                                          |
| 45   | 7        | Muhd Noor Firdaus ar-Rasyid | Brunei            | 22"36 |                                          |
| 46   | 4        | Kabongo Mulumba             | RD del Congo      | 23"57 | Miglior prestazione personale stagionale |
|      | 7        | Aaron Brown                 | Canada            | dq    |                                          |
|      | 7        | Clarence Munyai             | Sudafrica         | dq    |                                          |
|      | 4        | Paul Nalau                  | Vanuatu           | dq    |                                          |
|      | 7        | Julius Morris               | Montserrat        | dns   |                                          |

### Semifinali
I primi due di ogni batteria (Q) e i due tempi migliori degli esclusi (q) si qualificano alla finale.
| Pos. | Batteria | Nome                        | Nazionalità       | Tempo | Note |
| ---- | -------- | --------------------------- | ----------------- | ----- | ---- |
| 1    | 1        | Isiah Young                 | Stati Uniti       | 20"12 | Q    |
| 2    | 2        | Jereem Richards             | Trinidad e Tobago | 20"14 | Q    |
| 3    | 1        | Isaac Makwala               | Botswana          | 20"14 | Q    |
| 4    | 3        | Ramil Guliyev               | Turchia           | 20"17 | Q    |
| 5    | 1        | Nethaneel Mitchell-Blake    | Gran Bretagna     | 20"19 | q    |
| 6    | 3        | Ameer Webb                  | Stati Uniti       | 20"22 | Q    |
| 7    | 3        | Wayde van Niekerk           | Sudafrica         | 20"28 | q    |
| 8    | 3        | Christophe Lemaitre         | Francia           | 20"30 |      |
| 9    | 3        | Daniel Talbot               | Gran Bretagna     | 20"38 |      |
| 10   | 2        | Abdul Hakim Sani Brown      | Giappone          | 20"43 | Q    |
| 11   | 2        | Yohan Blake                 | Giamaica          | 20"52 |      |
| 12   | 2        | Sydney Siame                | Zambia            | 20"54 |      |
| 13   | 1        | David Lima                  | Portogallo        | 20"56 |      |
| 14   | 2        | Kyree King                  | Stati Uniti       | 20"59 |      |
| 15   | 2        | Ján Volko                   | Slovacchia        | 20"61 |      |
| 16   | 1        | Shōta Iizuka                | Giappone          | 20"62 |      |
| 17   | 1        | Filippo Tortu               | Italia            | 20"62 |      |
| 18   | 1        | Akani Simbine               | Sudafrica         | 20"62 |      |
| 19   | 1        | Kyle Greaux                 | Trinidad e Tobago | 20"65 |      |
| 20   | 1        | Rasheed Dwyer               | Giamaica          | 20"69 |      |
| 21   | 3        | Likourgos-Stefanos Tsakonas | Grecia            | 20"73 |      |
| 22   | 3        | Winston George              | Guyana            | 20"74 |      |
| 23   | 3        | Hua Wilfried Koffi          | Costa d'Avorio    | 20"80 |      |
| 24   | 2        | Zharnel Hughes              | Gran Bretagna     | 20"85 |      |
| 25   | 2        | Alex Wilson                 | Svizzera          | 21"22 |      |

### Finale
| Pos. | Corsia | Nome                     | Nazionalità       | Tempo | Note |
| ---- | ------ | ------------------------ | ----------------- | ----- | ---- |
|      | 5      | Ramil Guliyev            | Turchia           | 20"09 |      |
|      | 3      | Wayde van Niekerk        | Sudafrica         | 20"11 |      |
|      | 7      | Jereem Richards          | Trinidad e Tobago | 20"11 |      |
| 4    | 2      | Nethaneel Mitchell-Blake | Gran Bretagna     | 20"24 |      |
| 5    | 9      | Ameer Webb               | Stati Uniti       | 20"26 |      |
| 6    | 6      | Isaac Makwala            | Botswana          | 20"44 |      |
| 7    | 8      | Abdul Hakim Sani Brown   | Giappone          | 20"63 |      |
| 8    | 4      | Isiah Young              | Stati Uniti       | 20"64 |      |